# Konsulat Generalny RP w Sewastopolu
Konsulat Generalny Rzeczypospolitej Polskiej w Sewastopolu (ukr. Генеральне Консульство Республіки Польща у Севастополі) – polska placówka konsularna na Ukrainie, istniejąca w latach 1919–1920 i 2009–2014.

## Historia

### 1919–1920
W okresie tym w Sewastopolu funkcjonował Konsulat RP w domu Wentzla przy ul. Jekaterininskiej 8 (ул. Екатерининская), obecnie Lenina 4 (ул. Ленина). Kierownikiem urzędu był Bronisław Komierowski, konsul, w tym samym okresie działała też w Sewastopolu Polska Misja Wojskowa (польская военная миссия).

### 2009–2014
Konsulat reaktywowano w 2009 r. Po pięciu latach, „w związku z rosyjską agresją na Krym”, 8 marca 2014 Konsulat został zawieszony, zaś 30 września 2014 zlikwidowano go. Okręg konsularny (Autonomiczna Republika Krymu) włączono do kompetencji Konsulatu Generalnego w Odessie.
Jedynym Konsulem Generalnym placówki był Wiesław Mazur.
W wyniku wojny w Donbasie, rok później działalność zakończył także Konsulat Generalny w Doniecku.